# Llano de la Virgen (Güímar)
El Llano de la Virgen es una explanada situada en la playa contigua a la Playa de Chimisay, en el término municipal de Güímar, en la isla de Tenerife (Canarias, España). Está declarada como Bien de Interés Cultural, con la categoría de Sitio Histórico, por su gran significación cultural, simbólica y religiosa, relacionada con la aparición milagrosa de la imagen de la Virgen de Candelaria a los Guanches y con la tradicional Romería del Socorro.

## Descripción
Geológicamente, está constituido por un depósito de tobas pumíticas de color blanquecino emitidas durante la serie IV en erupciones volcánicas asociadas al Edificio Central de la isla. Situado en el caserío de El Socorro, en el margen septentrional del Malpaís de Güímar y en un tramo litoral bajo, conocido como Playas de Chimisay (cuya morfología ha sufrido algunas variaciones respecto a su aspecto original).
En el Llano de la Virgen tiene lugar cada año la Ceremonia de los Guanches, representación popular del hallazgo de la Virgen y de los primeros milagros obrados por ella. Dentro de este recinto existe un lugar denominado Campo de la Ceremonia. En él se levantan algunos hitos vinculados a la aparición de la Virgen:
- La Cruz de Tea que señala, según la tradición, el lugar en el que los guanches encontraron la imagen.
- Pozo Salobre, utilizado, según la tradición, por los pastores guanches que fueron sorprendidos por la aparición mariana. El actual aspecto del pozo, producto de numerosas reformas, es el de un foso de planta elíptica de 3 m de profundidad. Cuenta con una escalera realizada con cantos de la playa, de igual forma que las paredes del foso. Todo ello se corona por medio de un brocal de sillares de tosca encalados.
- A escasos metros del Campo de Ceremonia existen aún interesantes ejemplos del primer hábitat de la zona. Se trata de un conjunto de cuevas excavadas en la toba, que servían de estancia a los romeros en los días de fiesta y cuya antigüedad resulta difícil de precisar si se valora la tradición de utilización de cuevas artificiales como hábitat entre los aborígenes del Valle de Güímar. Actualmente, presentan numerosas modificaciones, siendo empleadas como vivienda.
- El Graderío es un espacio que se produjo por la acumulación de los materiales extraídos de las cuevas y ha sido tradicionalmente utilizado como lugar de concentración de los espectadores que presencian la representación de La Ceremonia.
- Cuesta del Socorro. Se trata de una pendiente empedrada, localizada en el extremo sur del "Campo de Ceremonia", que salva el desnivel de los depósitos de pumitas costeros para acceder a la Ermita de El Socorro y su caserío. Relata la tradición que es en este lugar donde el mencey Acaymo solicita "socorro" para poder superar las dificultades orográficas durante el traslado de la imagen a Chinguaro.
- Aljibe de la Virgen. Salvada la cuesta se encuentra una pequeña edificación cuya nota más característica es su falta de alineación con respecto al resto de las construcciones. Este pequeño cuarto alberga el aljibe donde se recogía el agua para el consumo de los romeros en los días de fiesta. La falta de alineación responde a su antigüedad, muy anterior a las edificaciones de El Socorro. Por los datos que obran en el Libro de la Cofradía se ha podido comprobar que ya en 1842 se destinaban cuatro reales de plata para la composición del estanque del aljibe.

## Galería

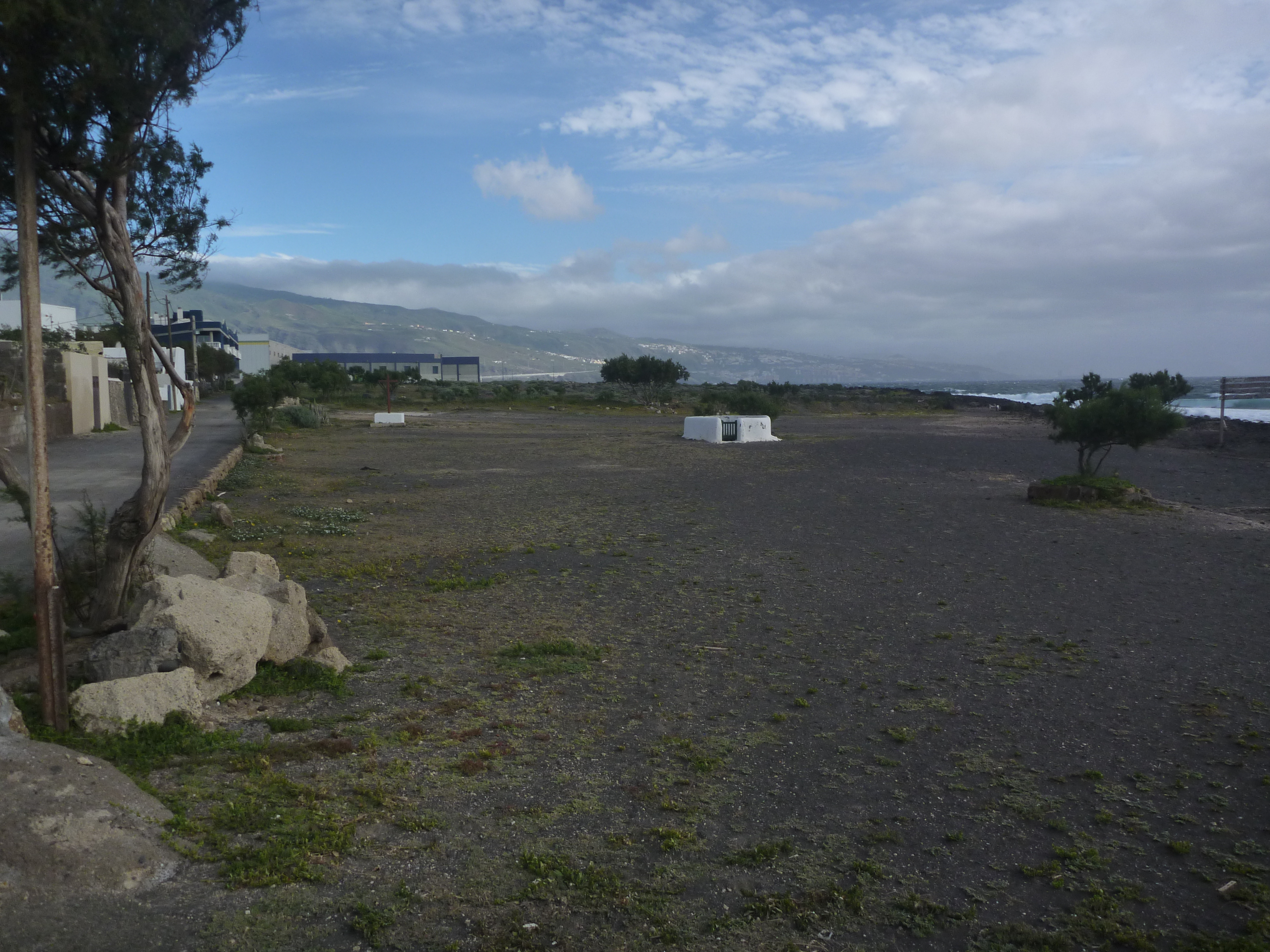
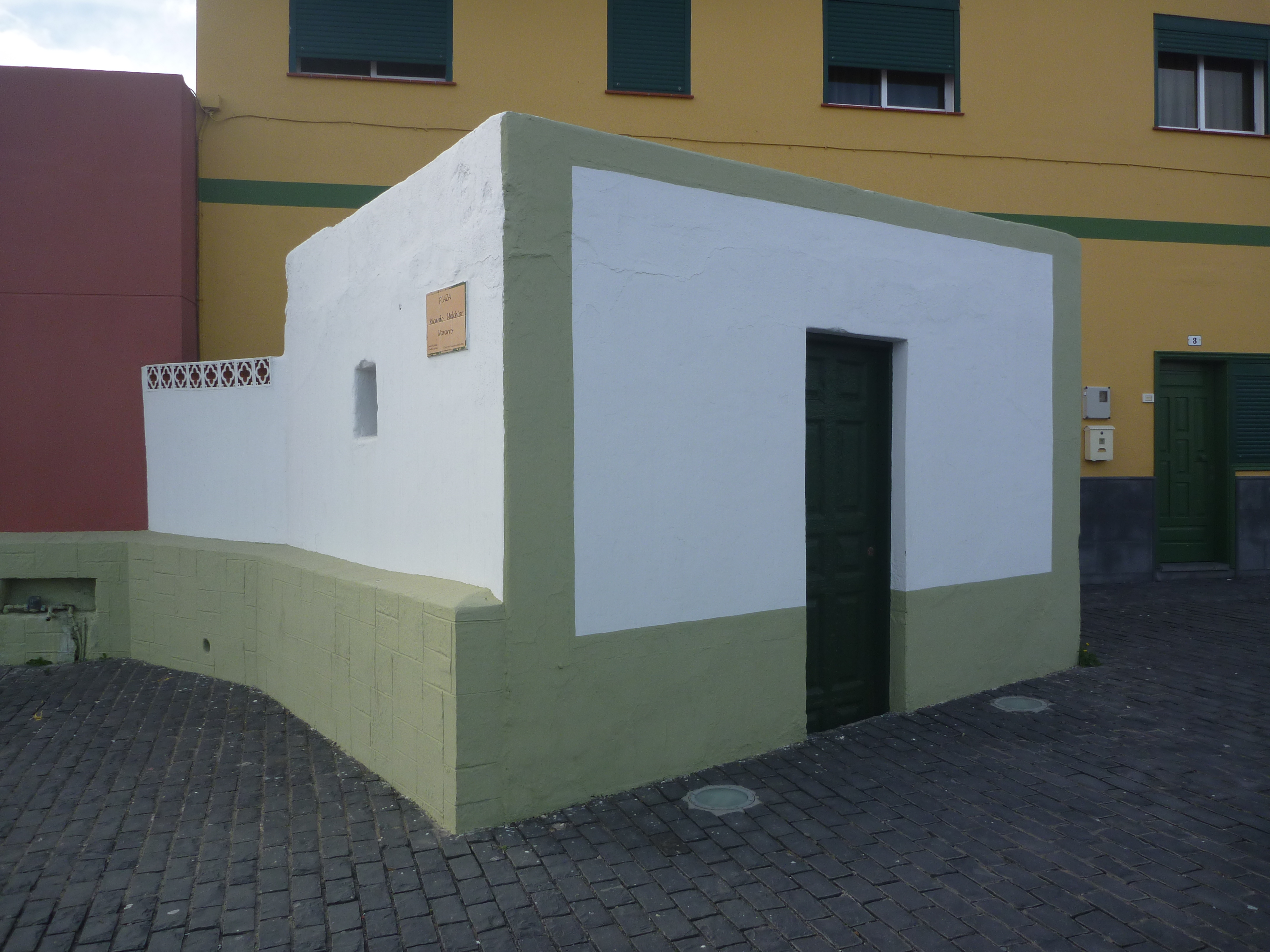
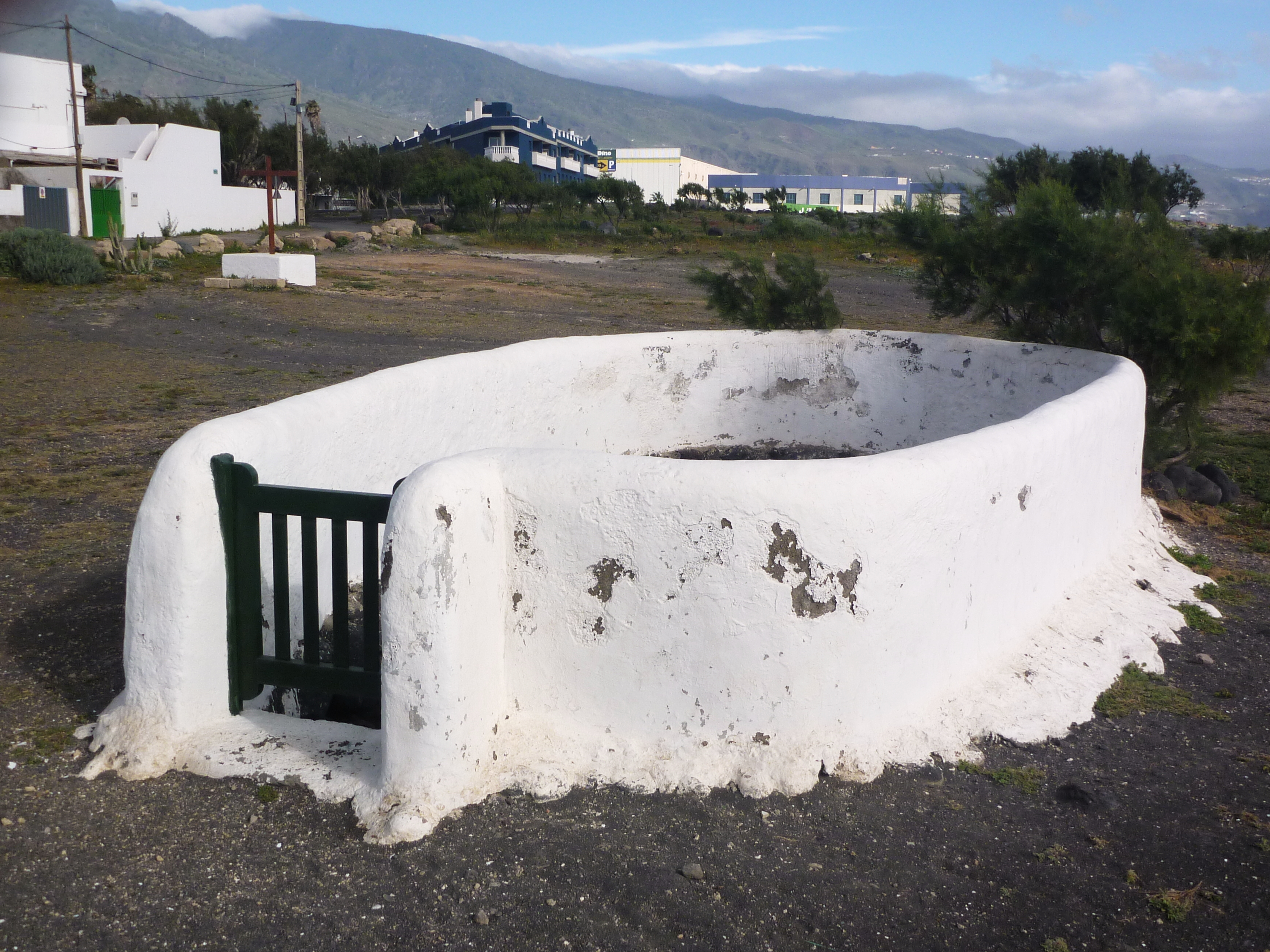
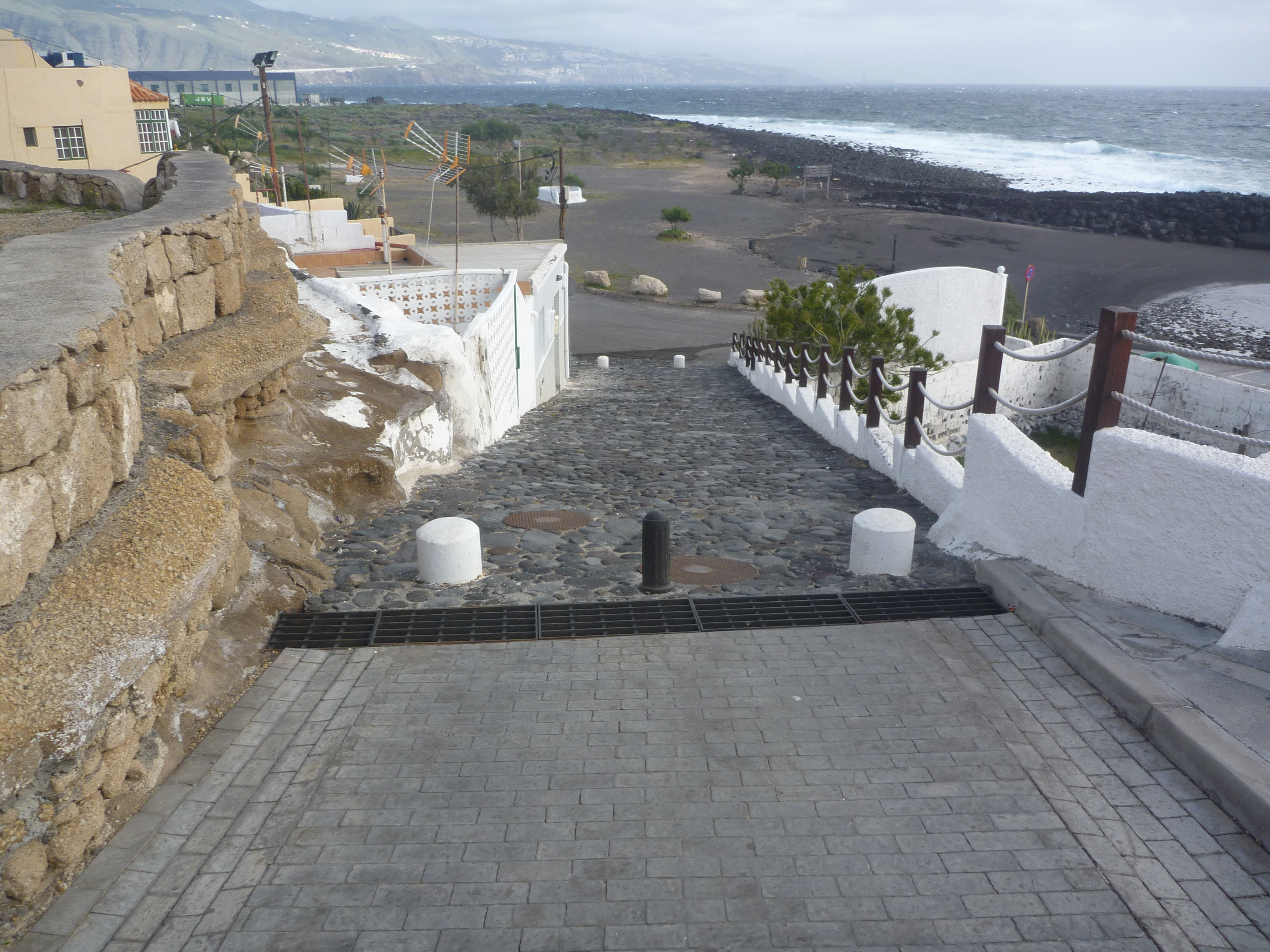
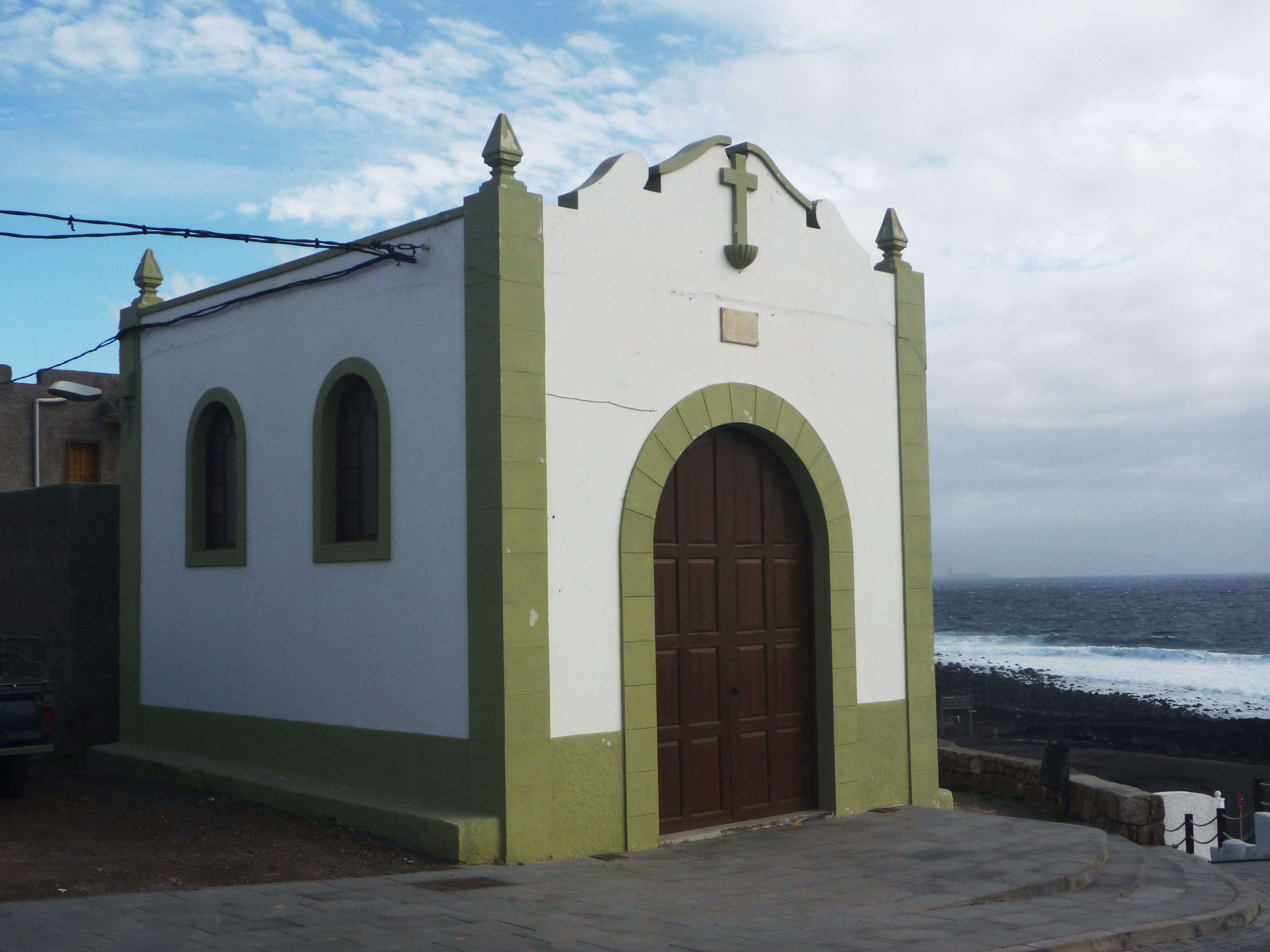